# Protestele de după alegerile din Iran din 2009
Protestele ce au urmat alegerilor prezidențiale din Iran din 2009 împotriva unor presupuse fraude electorale și cu susținerea candidatului opoziției Mir-Hossein Mousavi au loc la Teheran și în alte mari orașe din Iran și din lume. Protestele au primit mai multe titluri, cum ar fi cel de Revoluția Verde, din cauza culorii folosite în campania electorală de Mousavi, sau Deșteptarea Persană. Ca răspuns la proteste, s-au reunit și alte grupuri în Teheran pentru a susține victoria lui Mahmud Ahmadinejad.
Unii analiști au denumit rezultatele controversate ale alegerilor o lovitură de stat (sau "کودتای ۲۲ خرداد" în persană—Lovitura de stat din 22 Khordad Anno Persarum 1388). Toți cei trei candidați ai opoziției au susținut că voturile au fost manipulate și alegerile falsificate, iar candidații Mohsen Rezaee și Mousavi au făcut plângeri oficiale. Mousavi a anunțat că „nu va renunța în fața acestei manipulări” fără să facă un apel oficial împotriva rezultatului în fața Consiliului Gardienilor la 14 iunie.
Conducătorul suprem Ayatollahul Ali Khamenei a declarat că prezența fără precedent la urne și coincidența cu sărbătorile religioase este un „semn divin” și a cerut națiunii să fie unită, dar ulterior a cerut o investigație a acuzațiilor de fraudă electorală și de nereguli. Mousavi nu este optimist în ce privește apelul său, afirmând că mulți dintre membrii grupului „nu erau imparțiali în timpul alegerilor”. Ahmadinejad a spus că alegerile au fost „complet libere” și că rezultatul este „o mare victorie” pentru Iran, considerând protestele doar „pasiuni de după un meci de fotbal”.
Poliția și grupările paramilitare denumite Basij au reprimat violent protestele, trăgând în mulțime și folosind bastoane de cauciuc, gaz lacrimogen și alte arme. Guvernul iranian a confirmat moartea a douăzeci de oameni în timpul protestelor. Autoritățile iraniene au închis universitățile din Teheran, au blocat site-uri web, comunicațiile prin telefonia mobilă și mesajele text, și au interzis mitingurile.

## Context
Alegerea președintelui Iranului în 2009 a fost precedată de numeroase sondaje de opinie efectuate de organizații iraniene, precum și unul al organizației americane Terror Free Tomorrow. Sondajul Terror Free Tomorrow, efectuat între 11 și 20 mai 2009 au prezis o prezență mare la urne și au prezentat rapoarte similare cu rezultatele oficiale, un sfert dintre cei întrebați fiind încă nehotărâți. Sondaje iraniene au prezentat o gamă largă de rezultate diverse. O opinie exprimată în New York Times afirmă că aceasta se datorează marilor fluctuații în rândul alegătorilor în timpul campaniei.
Alegerile prezidențiale au avut loc la 12 iunie 2009. Spre deosebire de alegerile din 2005, prezența la urne a fost mare. Rezultatele oficiale au fost respinse de toți cei trei candidați ai opoziției, care au susținut că voturile au fost manipulate și alegerile falsificate. Ultimele alegeri prezidențiale fuseseră și ele controversate, dar de această dată controversa a escaladat. Candidații Mohsen Rezaee și Mousavi au depus plângeri oficiale. Mousavi a anunțat că „nu va renunța în fața manipulării” fără a depune o plângere la Consiliul Gardienilor la 14 iunie.
Conducătorul suprem al Iranului, Ayatollahul Ali Khamenei, a delarat prezența la urne și coincidența cu sărbătorile religioase ca fiind „semn divin”, și a cerut națiunii să fie unită, ulterior cerând investigarea acuzațiilor de fraudă. Referitor la scrisoarea de apel a lui Mousavi privind neregulile, Khamenei a spus că „Consiliul Gardienilor a fost însărcinat să efectueze cu atenție investigații în ce privește această scrisoare”, pentru a căuta probe în sprijinul acuzațiilor de fraudă electorală. Mousavi nu este optimist în ce privește apelul său, declarând că mulți dintre membrii consiliului „nu au fost imparțiali în timpul alegerilor”. Ahmadinejad a declarat că alegerile au fost „complet libere” și că rezultatul a fost „o mare victorie” pentru Iran, considerând protestele ca fiind doar „pasiuni după un meci de fotbal”.
Conform analizei științifice a profesorului Walter R. Mebane, Jr., de la Deparatmentul de Statistică al Universității Michigan, analiză ce a considerat datele de la prima etapă a alegerilor prezidențiale din 2005, s-a relevat că rezultele „dau suport moderat unui diagnostic că alegerile din 2009 au fost afectate de fraude semnificative”. Această idee este susținută și de organizația neguvernamentală britanică Chatham House din mai multe motive:

- Peste 100% : În două provincii conservatoare, Mazandaran și Yazd, s-a înregistrat o prezență la urne mai mare de 100%.
- Schimbarea rezultatului : La nivel provincial, nu există corelație între creșterea prezenței la urne și creșterea numărului de voturi pentru Ahmadinejad. Aceasta duce la contestarea ideii că victoria s-a datorat participării masive a unei majorități conservatoare tăcute.
- Voturile reformiștilor: Într-o treime din provincii, rezultatele oficiale ar fi însemnat că Ahmadinejad ar fi câștigat nu doar toate voturile foștilor conservatori, tuturor centriștilor și tuturor noilor alegători, dar și până la 44% dintre voturile reformiștilor, în ciuda unui deceniu de conflicte între cele două grupări.
- Voturile din mediul rural: În 2005, ca și în 2001 și în 1997, candidații conservatori, și Ahmadinejad în particular, erau deosebit de nepopulari în mediul rural. Victoria lui Ahmadinejad în numeroase provincii rurale în 2009 vine împotriva acestor tendințe.

## Desfășurare

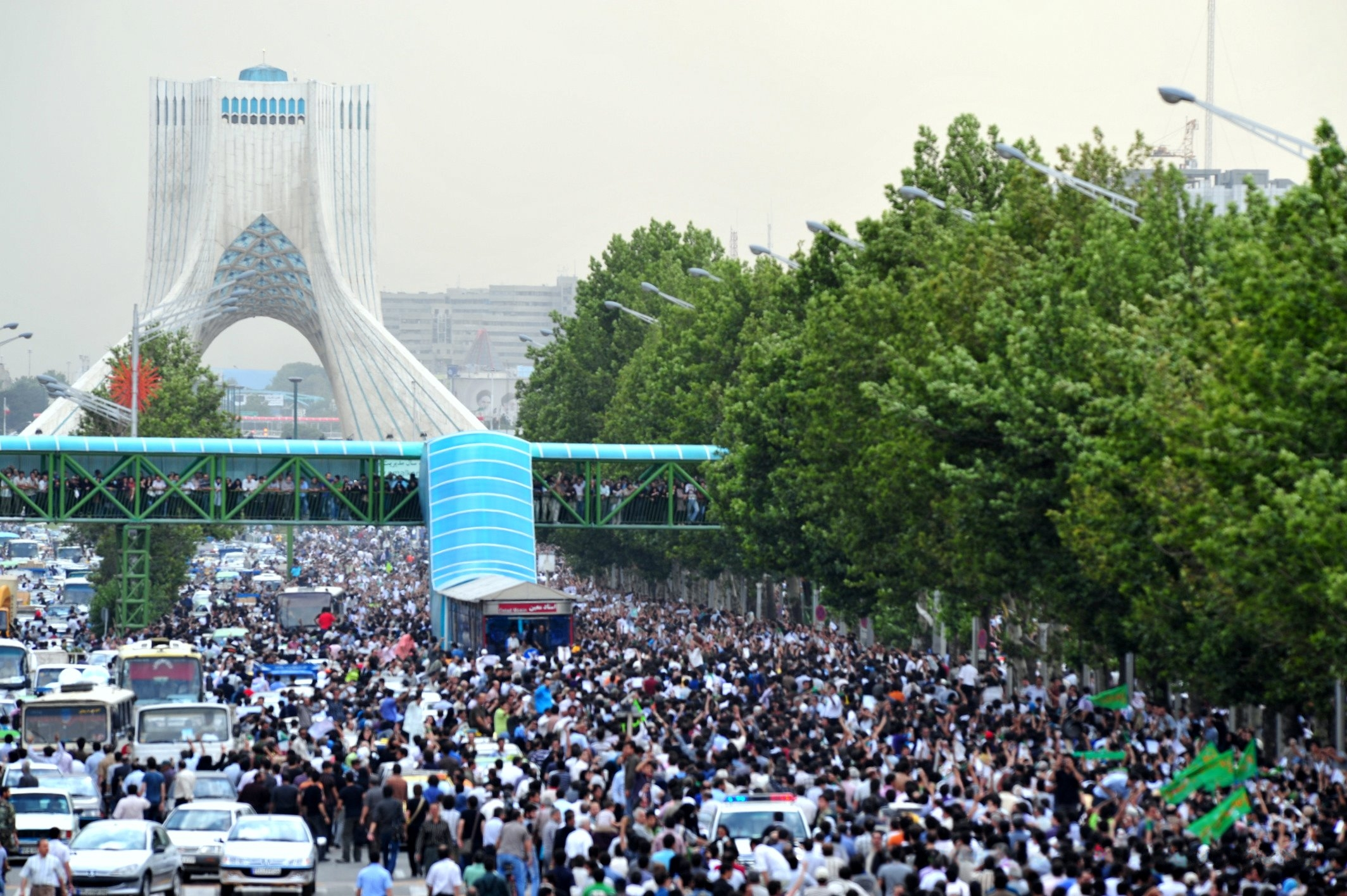
Protestatari în marş spre Turnul Azadi, Teheran, 15 iunie

Sâmbătă, 13 iunie, după ce rezultatele alegerilor au anunțat victoria lui Ahmadinejad, susținătorii lui Mousavi au ieșit pe străzi să protesteze. A doua zi, protestele au crescut în intensitate, ca și în violență. În noaptea de 14 iunie, gruparea paramilitară pro-Ahmadinejad Basij a pătruns în Universitatea din Teheran, rănind numeroase persoane. La 15 iunie, Mousavi a avut prima apariție la televiziune după alegeri, vorbind în fața a aproape un milion de oameni.
La 16 iunie, protestele au continuat, iar Consiliul Gardienilor a anunțat o renumărare parțială a voturilor; totuși, votul nu a fost anulat. Miercuri, 17 iunie, a avut loc un alt protest major; unii membri ai echipei naționale de fotbal a Iranului a purtat banderole verzi la mână ca semn de suport față de Mousavi în timpul meciului disputat împotriva Coreei de Sud. Joi, 18 iunie, peste 100.000 de protestatari au ținut o demonstrație tăcută cu lumânări în Teheran după ce Mousavi a cerut o zi de doliu pentru cei uciși în timpul protestelor. Consiliul Gardienilor i-a invitat pe cei trei contestatari pentru a le discuta cererile.
Vineri, 19 iunie, Conducătorul Suprem Ayatollahul Ali Khameini a vorbit în timpul serviciului religios, spunând că alegerile au fost legitime și că protestele nu vor mai fi tolerate. Protestele au avut o scară mai restrânsă. A doua zi, pe 20 iunie, și mai puțini protestatari au ieșit pe străzi. La protestele care au avut loc, și la care au participat câteva zeci de mii de oameni, au avut loc numeroase violențe, din cauza cărora numeroși posibili protestatari au rămas acasă duminică, 21 iunie. La 22 iunie, poliția a împrăștiat demonstranții din Teheran cu gaze lacrimogene și focuri trase în aer.